# Кальвелло
Кальвелло (італ. Calvello) — муніципалітет в Італії, у регіоні Базиліката,  провінція Потенца.
Кальвелло розташоване на відстані близько 330 км на південний схід від Рима, 18 км на південь від Потенци.
Населення — 1945 осіб (2014).
Щорічний фестиваль відбувається 6 грудня. Покровитель — святий Миколай.

## Демографія
Населення за роками:

Станом на 1 січня 2023 року в муніципалітеті офіційно проживало 78 іноземців з 12 країн, серед них 30 громадян країн Євросоюзу та 2 громадяни України.

## Сусідні муніципалітети
- Абріола
- Анці
- Лауренцана
- Марсіко-Нуово
- Марсіковетере
- Віджано